# Cowboys from Hell
Cowboys from Hell je pátým albem metalové skupiny Pantera a jejich prvním u společnosti Atco Records. Šlo o první komerčně úspěšné album Pantery, která mainsteamovému publiku poprvé předvedla trhavé rytmy a disharmonický zpěv, čímž radikálně změnila styl hudby - z Glam metalu na Post Thrash. Pro mnoho fandů je toto album také oficiální debut skupiny, stejně tak i pro skupinu samotnou.

## Seznam skladeb
| Pořadí         | Název                  | Délka |
| -------------- | ---------------------- | ----- |
| 1.             | Cowboys from Hell      | 4:06  |
| 2.             | Primal Concrete Sledge | 2:13  |
| 3.             | Psycho Holiday         | 5:19  |
| 4.             | Heresy                 | 4:47  |
| 5.             | Cemetery Gates         | 7:02  |
| 6.             | Domination             | 5:04  |
| 7.             | Shattered              | 3:22  |
| 8.             | Clash with Reality     | 5:16  |
| 9.             | Medicine Man           | 5:15  |
| 10.            | Message in Blood       | 5:14  |
| 11.            | The Sleep              | 5:47  |
| 12.            | The Art of Shredding   | 4:18  |
| Celková délka: | Celková délka:         | 57:44 |

## Obsazení
- Phil Anselmo – Zpěv
- Dimebag Darrell – Kytara
- Rex "Rocker" Brown – Baskytara
- Vinnie Paul – Bicí
- Terry Date – Produkce, zvukař